# زواج المثليين في نوفا سكوشا

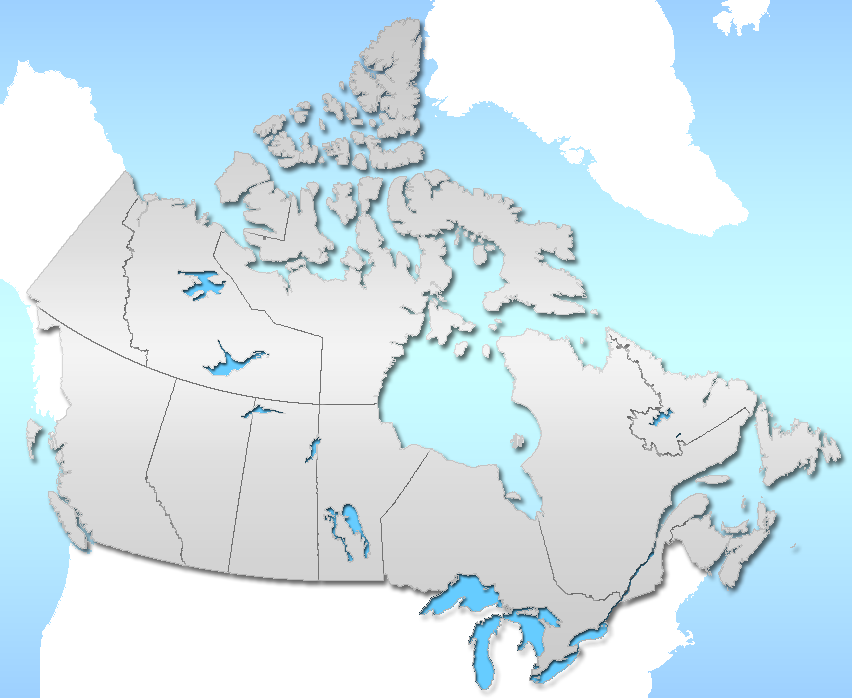
تخطيط مقاطعة كندا

أصبح زواج المثليين قانونيا في المقاطعة الكندية نوفا سكوشا قانونياً منذ 24 سبتمبر 2004، عندما بدأت المقاطعة في إصدار تراخيص زواج للأزواج المثليين فور صدور حكم من المحكمة.
أصبحت نوفا سكوشا الولاية القضائية السادسة في كندا (والتاسعة عالمياً) التي تشرع زواج المثليين.

## الخلفية
قبل عام 2001، لم يتمكن الأزواج من القانون العام، من المغايرين أو من المثليين، من التبني. ومع ذلك، في عام 2001، خلصت المحكمة العليا في نوفا سكوشا إلى أن الحكم الوارد في قانون التبني والذي يمنع الأزواج من القانون العام من التبني غير دستوري. وكانت النتيجة أن الأزواج من القانون العام، سواء من المثليين أو من المغايرين، أصبحوا قادرين الآن على تبني الأطفال بشكل مشترك.
بعد ذلك بفترة وجيزة، وافق مجلس النواب في نوفا سكوشا على «قانون الامتثال للقرارات المعينة للمحكمة معينة وتحديث وإصلاح قوانين المقاطعة».

### الحكم القضائي
في 13 أغسطس 2004، قام ثلاثة أزواج برفع القضية «بوتيليي وآخرون ضد كندا (المدعي العام) ونوفا سكوشا (المدعي العام)» ضد حكومات المقاطعات والحكومات الفيدرالية التي تطلب إصدار تراخيص زواج المثليين.
كان الشركاء الذين رفعوا الدعوى هم:
- براين مومبوركيت وروس بوتيليي
- كيم فانس وسامانثا ميهان (تزوجت في تورنتو عام 2003 وسعتا إلى الاعتراف بزواجهما في ولايتهما الأصلية في نوفا سكوتيا)
- رون وبريان غارنيت-دوسيت

ومثل الزوجين المحامي من هاليفاكس شون فورمان من شركة ويكويير هولم.
في 24 سبتمبر 2004، قضت قاضية المحكمة العليا هيذر روبرتسون بأن حظر مثل زواج المثليين غير دستوري وأمرت المقاطعة بالاعتراف بزواج المثليين.
بعد ساعات قليلة من صدور الحكم، أصبح رون وبرايان غارنيت-دوسيت أول زوجين مثليين يحصلان على رخصة زواج في نوفا سكوشا.
لم تعارض كل من الحكومة الفيدرالية وحكومة المقاطعة الحكم، وهو استمرار في هذا الاتجاه مع أحكام يوكون ومانيتوبا. وقال وزير العدل في نوفا سكوتيا: «بالتأكيد لا نريد أن نضيع أموال دافعي الضرائب». ومع ذلك، لم يقل رئيس الوزراء جون هام ما إذا كان يدعم زواج المثليين.

## تشريعات المقاطعة
كان أحد الشروط الفردية لمرحلة ما بعد الحكم هو أنه، إلى أن يتم تغيير رسمي في قانون الزواج الرسمي في المقاطعات، فإن وزير العدل لا يزال يشترط استخدام المصطلحات «الزوج والزوجة» ليستخدمها مفوضو الزواج في أي حفل زفاف. تم تصنيف هذا الموقف من قبل وزارة العدل من قبل البعض بأنه انحياز مغاير جنسيا. بعد ذلك بفترة وجيزة، بعد تحذيرات من محامي الأزواج باتخاذ مزيد من الإجراءات القانونية، تم تغيير السياسة لإزالة هذا المطلب. ومع ذلك، لم يتم تعديل قانون الاحتفال بالزواج لهذا الغرض.
في أكتوبر 2017 فقط، وافق مجلس النواب على مشروع قانون يلغي شروط «الزوج والزوجة» من قانون الاحتفال بالزواج واستبداله بعبارة «الزوجين». أقر مشروع القانون قراءته الثالثة في 20 أكتوبر وتلقى موافقة ملكية بعد ستة أيام.